# ماتيو غراسو
ماتيو غراسو (بالإسبانية: Mateo Grasso)‏ هو لاعب كرة قدم أرجنتيني في مركز حراسة المرمى، ولد في 6 ديسمبر 1995 في قرطبة في الأرجنتين. لعب مع Mons Calpe S.C. ‏.

## وصلات خارجية
- ماتيو غراسو على موقع قاعدة بيانات كرة القدم.إي يو (الإنجليزية)
- ماتيو غراسو على موقع Soccerway.com (الإنجليزية)